# Defenziva
Defenziva (iz francoščine défensive) je vojaška obramba strateškega značaja. Med vojno jo uporablja šibkejša stran, ki čaka na ugoden trenutek za ofenzivo (po navadi, ko napadalec pokaže svojo šibko točko). Traja lahko več časa, saj je glavni namen pridobiti čas.